# Linum striatum
Linum striatum är en linväxtart som beskrevs av Thomas Walter. Linum striatum ingår i släktet linsläktet, och familjen linväxter. Inga underarter finns listade i Catalogue of Life.